# サヤカ (モデル)
サヤカ（さやか、1990年3月29日 - ）は日本のモデル、女優である。旧芸名は望月 一花。

## 人物
- 東京都で出生。長野県松本市で育つ。
- 趣味は映画・音楽・絵画鑑賞。無類の漫画好き。
- 特技はヨガと野菜料理。ナチュラルフードコーディネーターの資格あり。
- 好きな食べ物はイタリアン。好き嫌いは無い。
- 自身の母の影響でオーガニックや美容に目覚めモデルになった。
- 高校時代はダンス部。HIPHOP、バーレスク系のダンスが好き。
- 小学校時代にマーチングバンドでトランペットをやっていた。全国大会でグットサウンド賞受賞経験あり。
- 美容師免許、着付け中伝免許、普通自動車免許を取得している。
- 2020年8月16日に芸名を変更[1]。

## 出演

### CM＆STILL
- サッポロビール「エビス＃126」（ALL媒体）‘16.6〜1年
- OZmall「カメラと一緒に気ままなひとり旅　癒しの沖縄」（web）‘16.5
- ネイチャーラボ「トゥービーホワイト」（店頭ムービー・販促物）　‘16.3/15〜
- KAI BEAUTY PRESS（web）‘16.4〜
- ネオジャパン「Chat Luck」（スチールALL）‘16.1〜1年間
- （株）竺仙「江戸の涼風」（スチール、web）‘16.1月〜1年間
- Panasonic「ビューティートレーニング」（トレインチャンネル、web）‘16.2〜1年間
- アイブレラ「プラス」（ショップチャンネル）‘15.11〜1年間
- D・UP「二重テープ」WEBムービー・店頭VP　‘15.10/26〜1年間
- ロイヤリティマーケティング「ポンタカード」（ムービーALL・WEB）‘15.10/31〜1年間
- ロッテ「AQUO」WEBムービー　‘15.11/4〜1クール
- MINI「John Cooper S」（webムービー）‘15.5〜2クール
- フォルクスワーゲン「e-up!試乗展示会」（STILL,web）‘15.12～5
- シーユーピー「TRANSPORTER」（カタログ）‘15.2～
- NEC NEC LaVie「新生LaVie、始動」篇(TV-CM) (2015年1月 - )
- セブンアンドアイホールディングス「会社概要」（STILL ALL、web）‘14.7～1年間
- SAMSUNG「GALAXY S5」（web）‘14.5～
- サントリー「HIBIKI Harmony Bar with HIBIKI Glass」（web）
- HONDA「スパイク」（カタログ、web）’14.4～
- 資生堂「マキアージュ」（CM、web）’14.2～2クール
- 常盤薬品「SANA ニューボーン」（店頭POP）‘14.1～1年
- Disney ミッキーマウスバイナルメーション×望月一花
- Docomoソニー・エリクソンXperia(CM)
- Nikon COOLPIX P310 ×　MSN
- 花王ニュービーズ (TV-CM)
- Right-On. (Web-)CM
- SEGA「初音ミクProject DIVA-f-』TVCM
- Docomo 「美beaute」(Web)
- au「FULL CONTROL YOUR CITY編」(TV-CM)
- GAP「TRY SKIMMER」(TV-CM)
- ERA不動産「リフォーム編」
- 花王 ふんわりニュービーズ「香り体験編」（2012年7月 - ）
- SEGA PlayStation (R)Vita用ソフト「初音ミク –Project DIVA-f 150人で作ろう編」（2012年8月 - ）
- docomo 美beaute ビューティーモデルレギュラー（2012年10月 - ）
- Panasonic Panasonic Beauty「キレイを贈るクリスマス」（2012年12月 - ）

### TV
- テレビ東京「東京撫子 約束」 - 2015年7月
- フジテレビ「TOKIOカケル」方言女子

### MOVIE
- 「ラブポリス」(2001年)
- 「FLOWER」(2011年)

など

### MAGAZINE
- 美BEAUTEモデル
- フリー写真マガジン Have a nice PHOTO
- きものSalon
- PS
- Soup
- With
- MORE
- Snip Style
- Spice!
- ar
- COOL TRANS

など